# Émile Nouguier
Émile Nouguier (17 de febrero de 1840-23 de noviembre de 1897) fue un ingeniero civil y arquitecto francés. Es famoso por codiseñar junto con Maurice Koechlin con quien compartió experiencia de trabajo para realizar la Torre Eiffel, construida entre 1887 y 1889 para la Exposición Universal de 1889, una de las más importantes por su gran repercusión internacional.

## Biografía
Émile Nouguier nació en París el 17 de febrero de 1840. Fue el hijo de Joseph Félix Marius Nouguier (mercader) y su esposa Marie Joséphine Hortense Moreaux.

### Capacitación
Luego de aplicar para la École Polytechnique en el año 1861; estudió en la École Nationale Supérieure des Mines (París) desde 1862 hasta 1865. Se gradúa con el título de "Ingeniero Graduado" de esta institución.

### Carrera
Luego de graduarse, Émile Nouguier trabajó con Ernest Goüin et Cie (compañía de construcción de Ingenieros Civiles), participando en los siguientes proyectos:
- Expo Palace en París (1867)
- Puente de carretera en Rue Brémontier (París)
- Puente Rybinsk sobre el Río Volga (Rusia)
- Puente Margaret sobre el Río Danubio (Budapest)

Posteriormente, Émile Nouguier fue contratado por Eiffel et Cie, que luego se transformaría en Compagnie des Establissment Eiffel, cuyo dueño era Gustave Eiffel. Durante su tiempo en la compañía (desde 1867 hasta 1893) participó en los siguientes proyectos:
- En Francia:
  - Puentes Empalot, Valentine y Sarrieu sobre el Río Garona
  - Puente Cubzac les Ponts sobre el Río Dordoña
  - Viaducto Tardes en el Río Tardes
  - Viaducto de Garabit
  - Port Mort Dam sobre el Río Sena
  - Torre Eiffel en París
- En Portugal
  - Puente María Pía en Oporto
  - Puente Vianna sobre el Río Lima
  - Puentes para ferrocarriles en Minho, Douro Litoral y Beira Alta
- En España
  - Puentes para ferrocarriles en Asturias, León, Galicia; y también sobre el Río Tajo
- También participó en puentes desarrollados en Romania (en el ferrocarril Ploiești - Predeal) y también en Hungaria sobre el Río Tisza

### Años finales de actividad
En 1893, Nouguier se separa de Gustave Eiffel y se transforma en copresidente de Nouguier, Kessler et Cie, en Argenteuil. Durante esta época y hasta su muerte a los 57 años el 23 de noviembre de 1897, tres meses antes de que se inaugurase el Puente Saint Bernard en París.

## Contribuciones en la Torre Eiffel

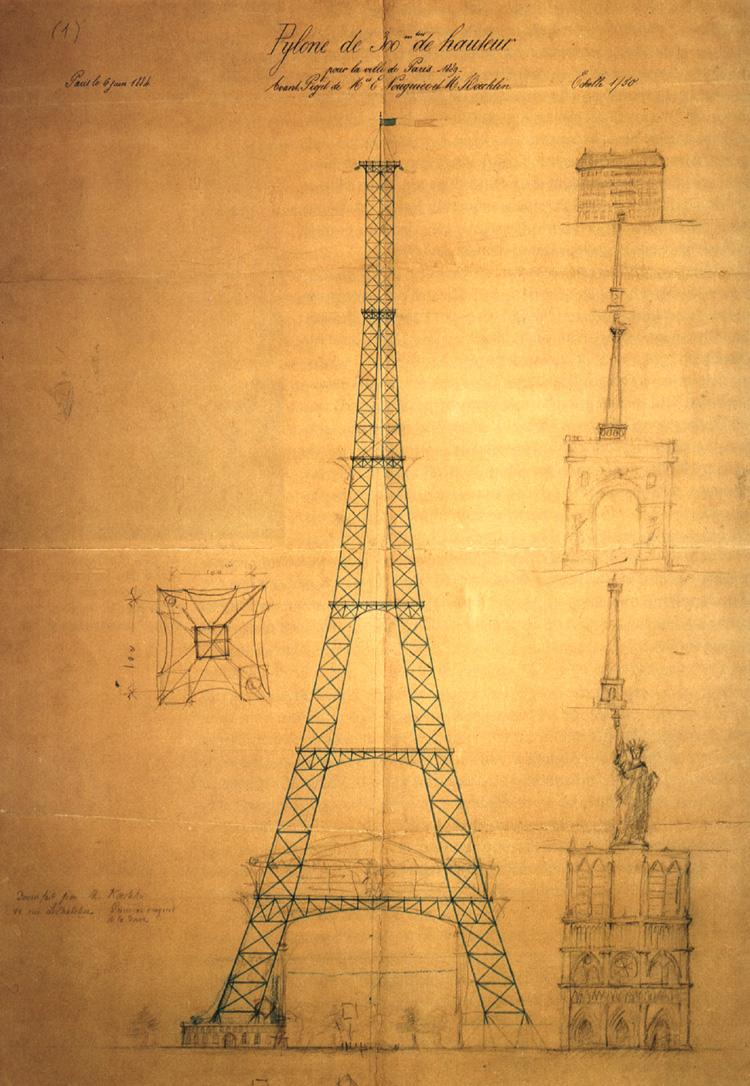
Primer boceto de la Torre Eiffel hecho por Maurice Koechlin el 6 de junio de 1884

En 1884, Nouguier y Maurice Koechlin tuvieron la idea de construir una gran torre que fuese el centro de la Exposición Universal de 1889. Los ingenieros consultaron su idea con Stephen Sauvestre (en ese momento jefe de la división de arquitectura de la Eiffel Company), quien pulió algunos detalles antes de presentarle la idea a Eiffel. Luego de que el proyecto fuese aprobado por Eiffel, se lo presentaron al Ministro Francés de Industria y Comercio.
Durante 1884, Eiffel, Nouguier y Koechlin patentaron la construcción de pilonos para alturas de más de 300 metros. Posteriormente, Eiffel compró las partes de los ingenieros de la patente a cambio del 1% de los ingresos totales de la Torre Eiffel cuando fuese construida para cada uno.

## Obra
- Durante su carrera en Ernest Goüin et Cie
  - Expo Palace en París (1867)
  - Puente de carretera en Rue Brémontier (París)
  - Puente Rybinsk sobre el Río Volga (Rusia)
  - Puente Margaret sobre el Río Danubio (Budapest)
- Durante su carrera en Eiffel et Cie
  - En Francia:
    - Puentes Empalot, Valentine y Sarrieu sobre el Río Garona
    - Puente Cubzac les Ponts sobre el Río Dordoña
    - Viaducto Tardes en el Río Tardes
    - Viaducto de Garabit
    - Port Mort Dam sobre el Río Sena
    - Torre Eiffel en París

  - En Portugal
    - Puente María Pía en Oporto
    - Puente Vianna sobre el Río Lima
    - Puentes para ferrocarriles en Minho, Douro Litoral y Beira Alta

  - En España
    - Puentes para ferrocarriles en Asturias, León, Galicia; y también sobre el Río Tajo

  - También participó en puentes desarrollados en Romania (en el ferrocarril Ploiești - Predeal) y también en Hungaria sobre el Río Tisza
- Durante su carrera en Nouguier, Kessler et Cie
  - Puente Tourville sobre el Río Sena
  - Fundaciones para los puentes de Maisons-Laffite sobre el ferrocarril París-Rouen
  - Puente Faidherbe sobre el Río Senegal
  - Puente sobre el Nilo en Disuq
  - Puentes en La Chapelle Boulevard y Rue de Jessaint (París)
  - Puente Saint Bernard en París (Hasta su fallecimiento)